# Coloso de Ramsés II de Menfis
El coloso de Ramsés II de Menfis es una escultura gigante de 12 metros de altura tallada en el Imperio Nuevo de Egipto, durante el reinado de Ramsés II, faraón de la dinastía XIX de Egipto. El 25 de enero de 2018 la escultura fue trasladada hasta la escalinata de entrada al Gran Museo Egipcio.

## Hallazgo
El coloso fue descubierto en el año 1820 por el viajero italiano Giovanni Caviglia y originariamente estaba situada en el flanco sur del Gran Templo de Ptah, ("Señor de la magia", dios creador en la mitología egipcia, "Maestro constructor", inventor de la albañilería, patrón de los arquitectos y artesanos. Se le atribuía también poder sanador), templo situado a su vez en Menfis, capital del Imperio Antiguo de Egipto y del nomo I del Bajo Egipto. Estaba situada al sur del delta del río Nilo, en la región que se encuentra entre el Bajo y el Alto Egipto. 
En el año 1820 iba a ser transportada al Museo Británico de Londres, opción que se descartó por las dificultades de transportar la monumental escultura.

## Simbología
El coloso representa a Usermaatra Setepenra - Ramsés Meriamón. En el Poema de Pentaur se lee su nombre: «Rey del Alto y Bajo Egipto, Usermaatra-Setepenra, el Hijo de Ra, Ramsés-Meriamón... o Ramsés II, tercer faraón de la dinastía XIX de Egipto, gobernó unos 66 años, del c. 1279 al 1213 a. C. (cronología según Helck, von Beckerath, Shaw, Kitchen, Krauss y Málek). Ramsés II es uno de los faraones más célebres, debido a la gran cantidad de vestigios que perduran de su activo reinado. Algunos escritores creen que es el faraón mencionado en el Éxodo bíblico, pero no hay pruebas, ni documentos egipcios que lo confirmen.

## Traslados
Tras su descubrimiento en 1820, la estatua permaneció tumbada 130 años entre las ruinas de Menfis, a unos 40 km al sur de El Cairo. En 1954 el presidente Gamal Abdel Nasser ordenó que la colosal figura se llevara a la capital egipcia para celebrar el segundo aniversario de la exitosa revolución de 1952. Los fragmentos fueron transportados por carros de combate y la estatua fue ensamblada, restaurada y puesta de pie en el centro de la plaza Bab Al-Hadid, frente a la principal estación ferroviaria de la ciudad.
Durante medio siglo fue testigo del intenso tráfico de la urbe, pero en 2006 el gobierno egipcio, preocupado porque la contaminación atmosférica dañara la figura, decidió moverla a Guiza en previsión de su futura colocación a la entrada de un nuevo museo. El 25 de agosto de 2006 se efectuó el traslado a Guiza en una complicada operación que duró 10 horas, y allí fue restaurada. 